# Льоренте, Диего
Дие́го Хавье́р Льоре́нте Ри́ос (исп. Diego Javier Llorente Ríos; род. 16 августа 1993, Мадрид) — испанский футболист, центральный защитник клуба «Реал Бетис». Выступал за сборную Испании. Полуфиналист чемпионата Европы 2020 года.

## Клубная карьера
Диего начинал свою карьеру в довольно скромных испанских футбольных школах. В июле 2002 года он пришёл в систему мадридского «Реала». В начале сезона 2012/13 он дебютировал в составе третьей команды мадридского клуба в матче против «Саудаль Депортиво». 24 марта 2013 года Диего дебютировал в составе «Кастильи», заменив Ивана Гонсалеса в матче против «Кордовы». В конце сезона он стал тренироваться с основным составом «Реала». В его составе Диего дебютировал 1 июня в матче против «Осасуны».
Сезон 2016/17 Диего провел, выступая на правах аренды, в составе «Малаги».
26 июня 2017 года Льоренте подписал 5-летний контракт с «Реал Сосьедадом». 10 сентября 2017 года провел свой дебютный матч, и забил свой первый гол за новую команду.
23 сентября 2020 года стало известно, что «Лидс Юнайтед» закрыл сделку по трансферу Льоренте. Сумма сделки оценивается примерно в € 25 млн.

## Карьера в сборной
В 2013 году молодой игрок принял участие в одной игре сборной Испании до 20 лет.
В мае 2016 года был вызыван в сборную Испании на товарищеский матч с Боснией и Герцеговиной. Дебютировал за основную команду в том же месяце, в матче против сборной Швейцарии, выйдя на замену вместо Сеска Фабрегаса.